# Мужская сборная Австралии по кабадди
Мужская национальная сборная Австралии по кабадди — представляет Австралию на международных соревнованиях по кабадди. Управляющей организацией является Национальная федерация кабадди Австралии (англ. National Kabaddi Federation of Australia).

## Результаты выступлений

### Чемпионаты мира (стандартный стиль)
| Год       | Победы         | Ничьи          | Поражения      | Место          |
| --------- | -------------- | -------------- | -------------- | -------------- |
| 2004—2007 | не участвовали | не участвовали | не участвовали | не участвовали |
| 2016      | 1              | 0              | 4              | 9              |

### Чемпионаты мира (круговой стиль)
| Год       | Победы         | Ничьи          | Поражения      | Место          |
| --------- | -------------- | -------------- | -------------- | -------------- |
| 2010      | 1              | 0              | 3              | 7              |
| 2011      | .              | .              | .              | дисквал.       |
| 2012—2013 | не участвовали | не участвовали | не участвовали | не участвовали |
| 2014      | 1              | 0              | 3              | 7              |
| 2016      | 3              | 0              | 2              | 5              |
| 2020      | 2              | 0              | 3              | 4              |